# Étienne Dantoine

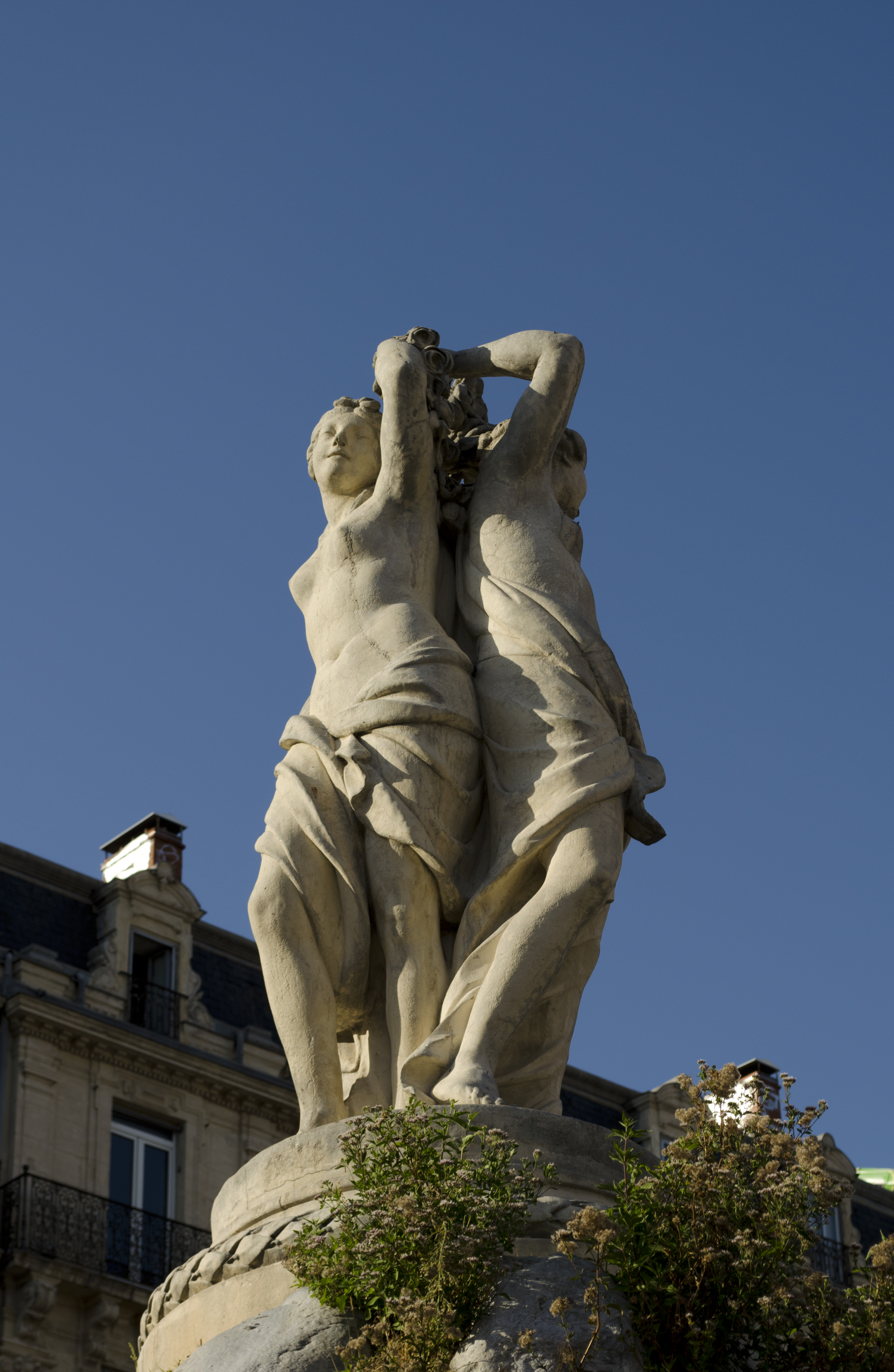
Figuras centrales de la Fuente de las Tres Gracias en Montpellier.

Étienne Dantoine o d'Antoine fue un escultor francés, nacido el 20 de febrero de 1737 en Marsella y fallecido el 23 de marzo de 1809 en la misma ciudad.

## Datos biográficos
Nacido en la localidad de Marsella, Étienne Dantoine desde los diez años de edad y trabajó el dibujo y el modelado en la Academia de Pintura al tiempo que se formó como ceramista. Tras viajar a Roma, donde obtuvo el Premio del Capitolio, regresó a Francia y realizó el mausoleo de Monseñor Joseph-Dominique d'Inguimbert (fr) instalado en la capilla del Hôtel-Dieu de Carpentras. Seguidamente realizó el grupo monumental de la fontaine des Trois Grâces (fr) en Montpellier y en esa ocasión recibió una pensión de viaje acordada por la villas de Montpellier. Posteriormente viajó a la capital francesa, París, donde contrajo matrimonio y regresó a Marsella instalándose en la rue Paradis (fr). Las desgracias sew cebaron entonces con el artista: su esposa falleció y la villa de Montpellier dejó de pagarle la pensión de viaje. Dantoine sobresalió en las exposiciones del año VIII (1800) y del año XI (1803) con un proyecto de monumento público representando al Languedoc bajo la forma de un Genio acompañado por el Océano y la mar Mediterránea,en alusión al canal de los dos mares. Expuso también una bola del mundo sobre la que se yerguen las figuras de la Justicia, la Sabiduría y la Prudencia. En 1806 esculpió, en honor al general Desaix, un cenotafio constituido por una urna funeraria en mármol posada sobre una columna de granito instalados originalmente en la cima de la colina Bonaparte, actual jardín Pierre Puget; este monumento fue trasladado al château Borély.
En 1799 fue recibido en la Academia de Marsella. Tras su muerte, sobrevenida el 23 de marzo de 1809, M. Croze-Magnan redactó una nota histórica sobre Dantoine, escultor, y Giry, pintor, fallecidos en el transcurso del mismo año, que leyó en el curso de la sesión pública de la Academia de Marsella celebrada el 26 de agosto de 1801.

## Obras
- Mausoleo en mármol blanco de Monseñor Joseph-Dominique d'Inguimbert (fr - 1774) instalado en la capilla del Hôtel-Dieu de Carpentras. por encima de la tumba se encuentra un busto del obispo y las estatuas a cada lado de la Caridad y Ciencia.[3]

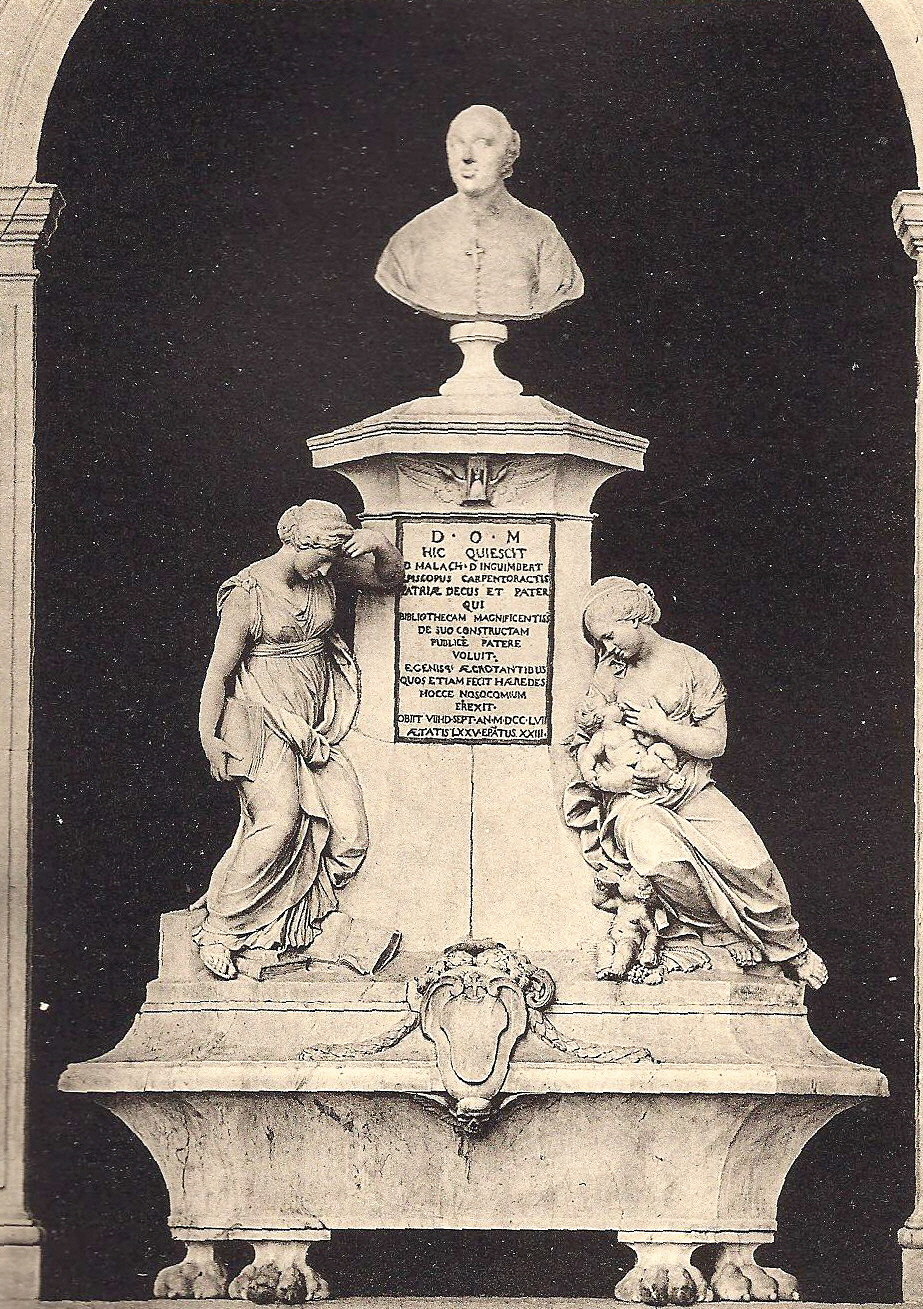

- Grupo monumental de la fontaine des Trois Grâces (fr) en Montpellier

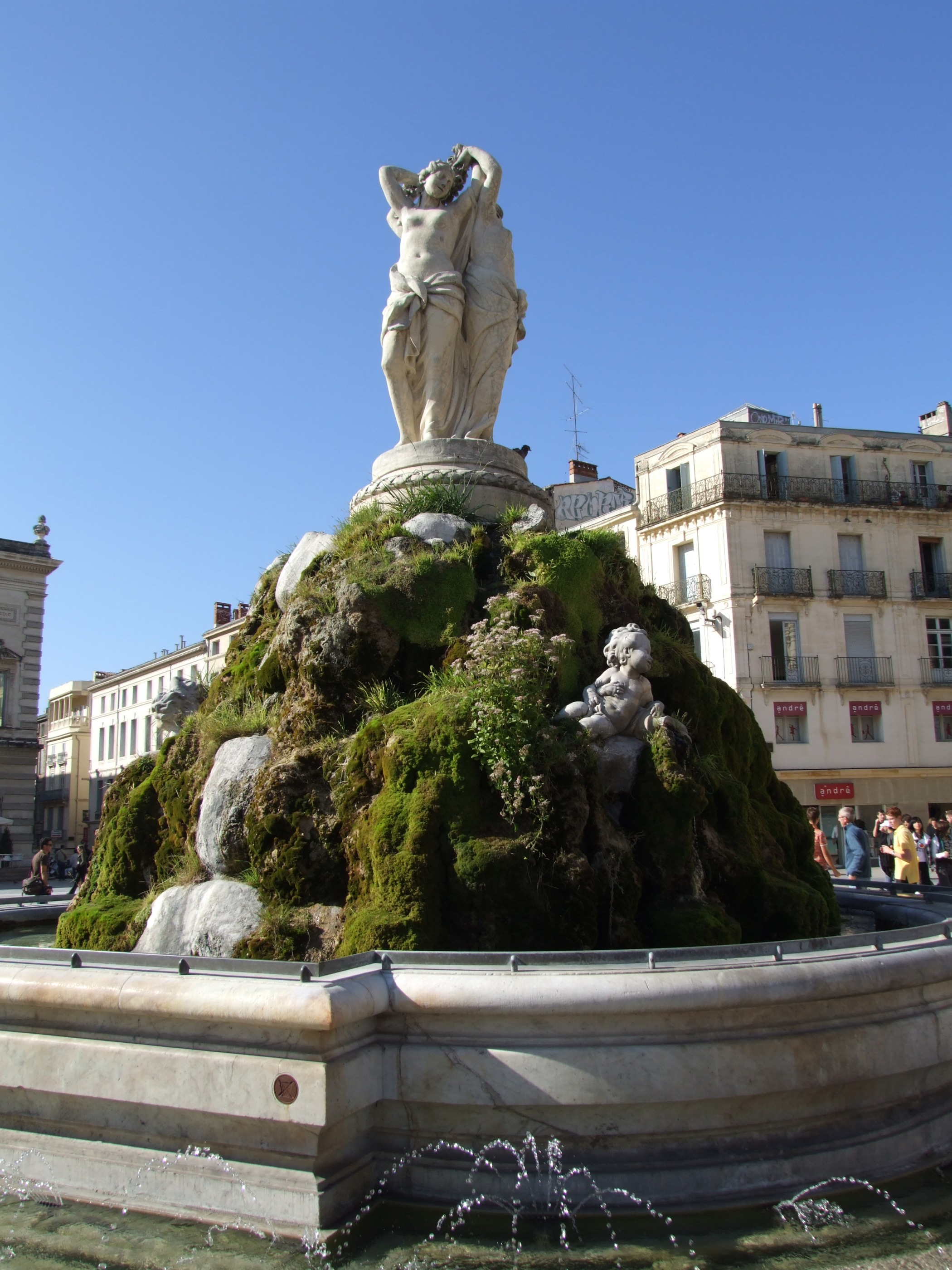
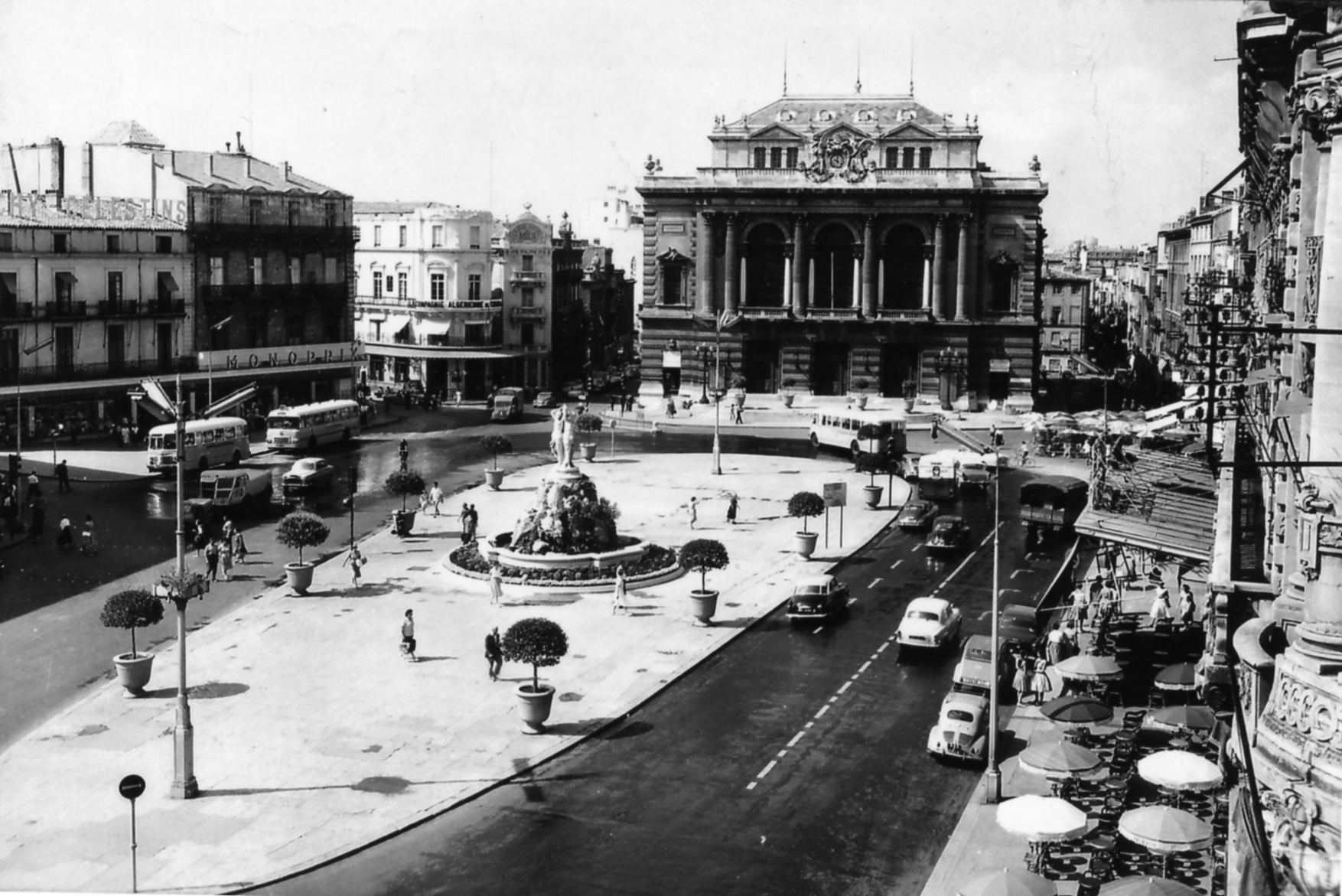
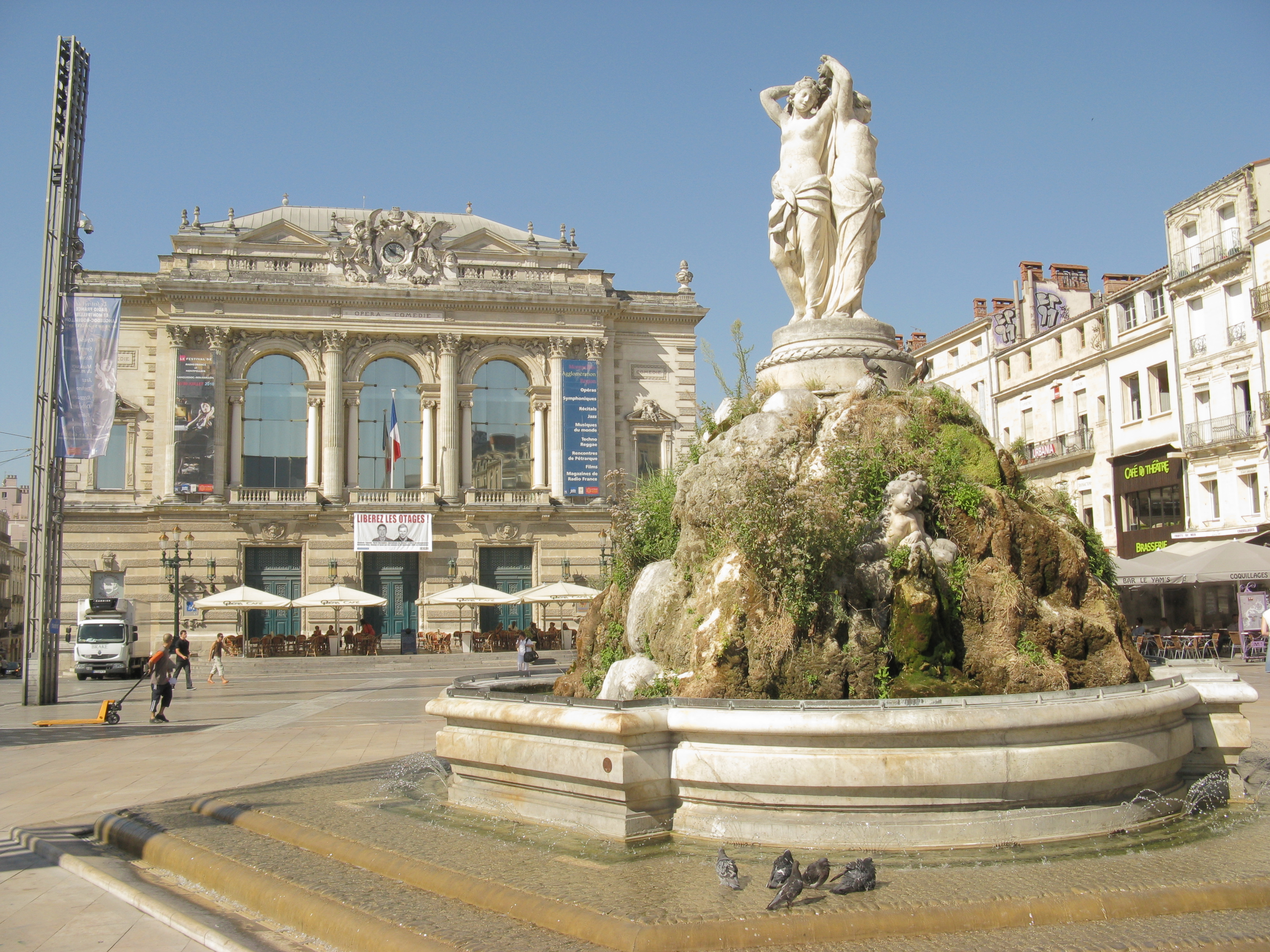
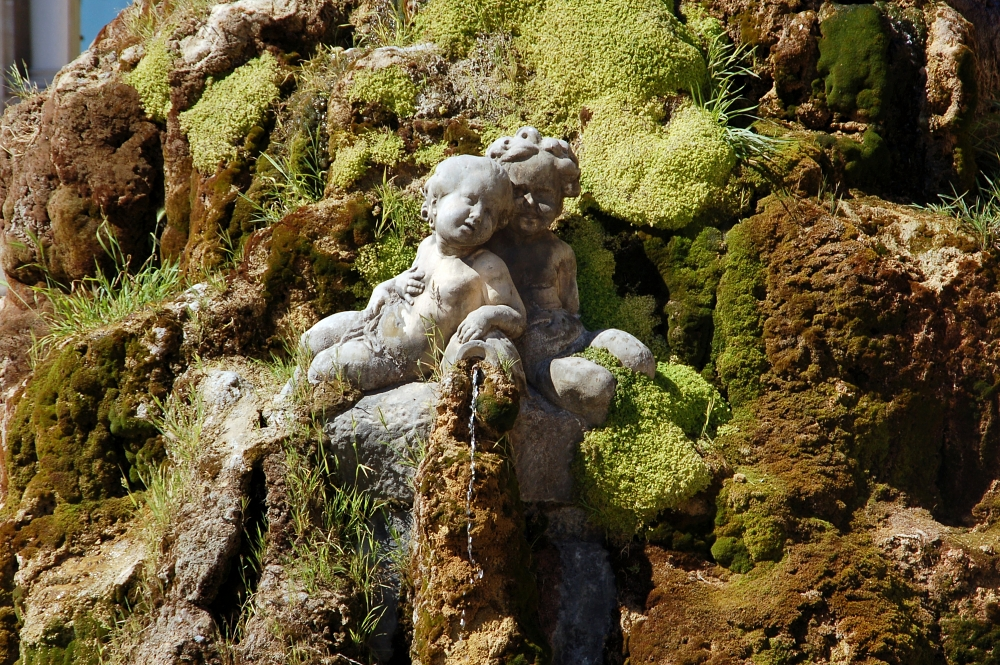

- Fuente de los Unicornios en Montpellier

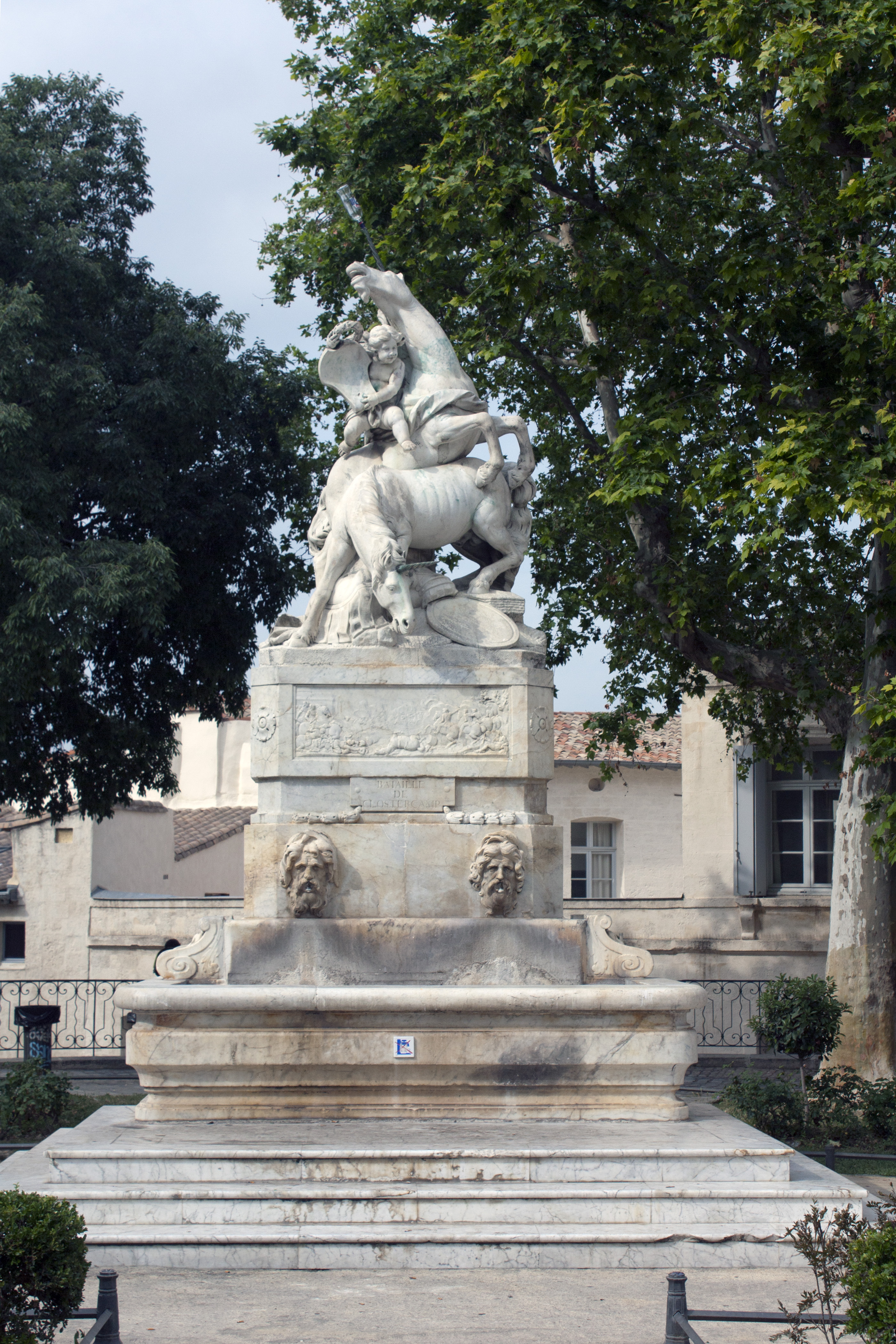
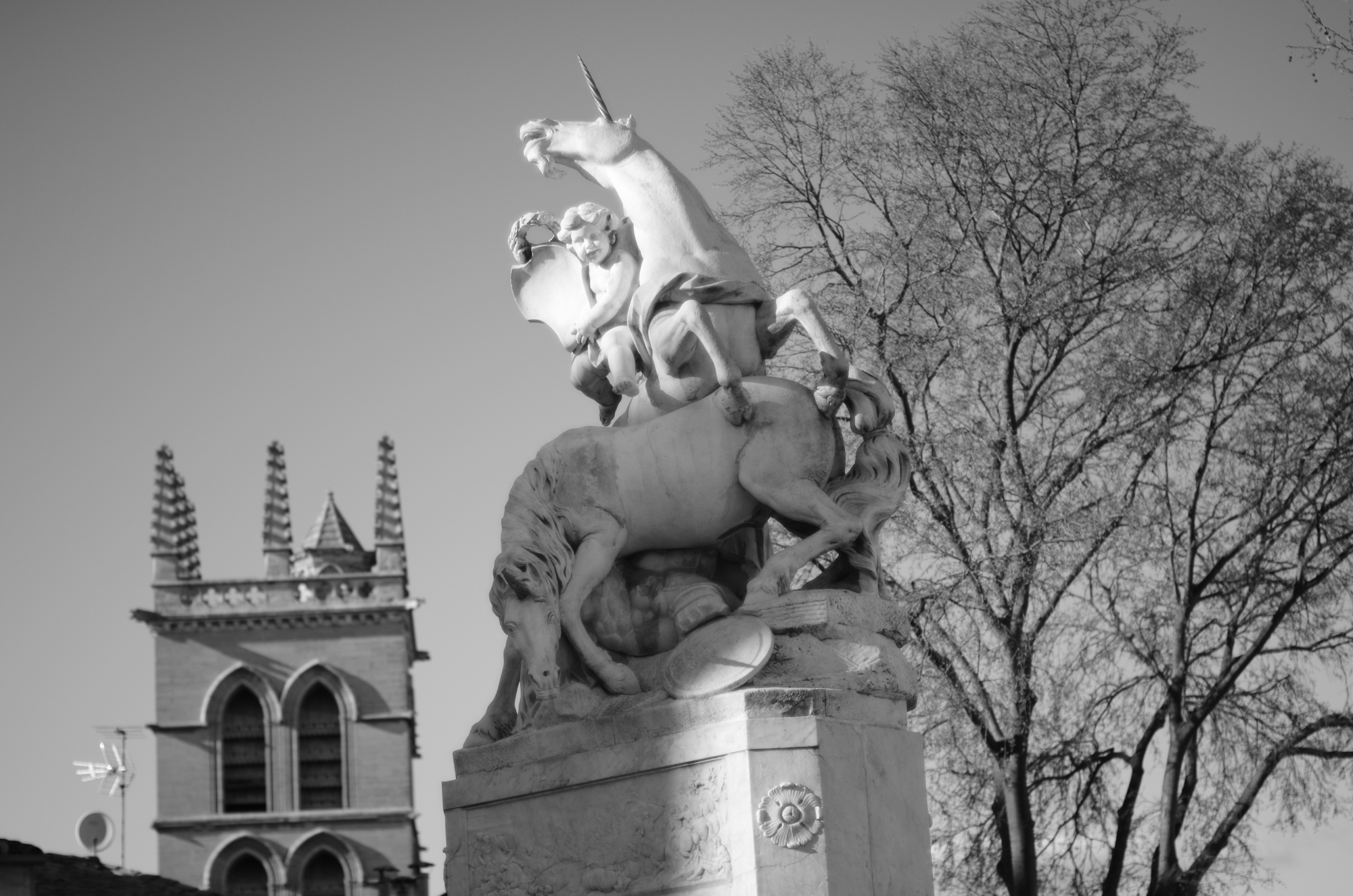
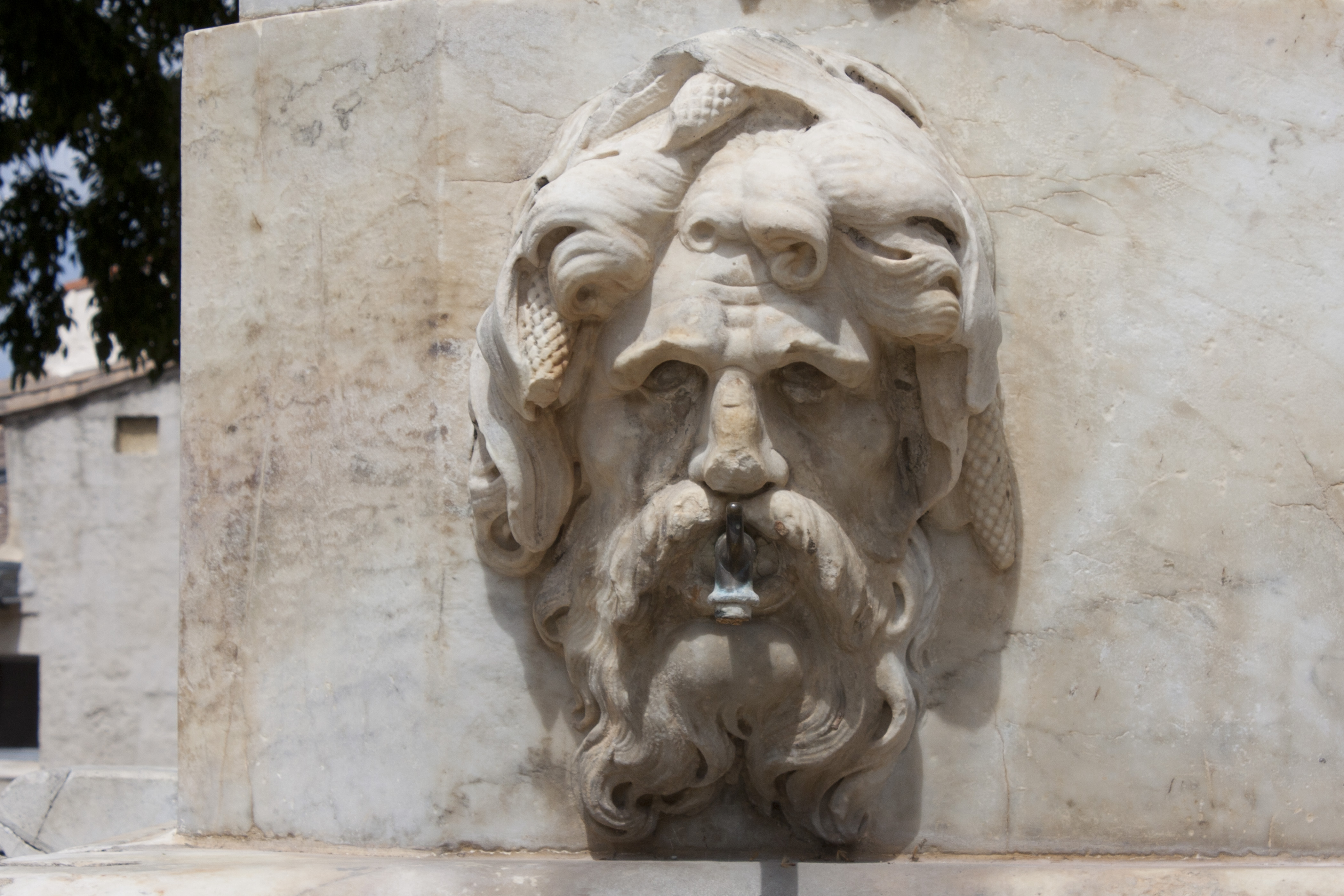
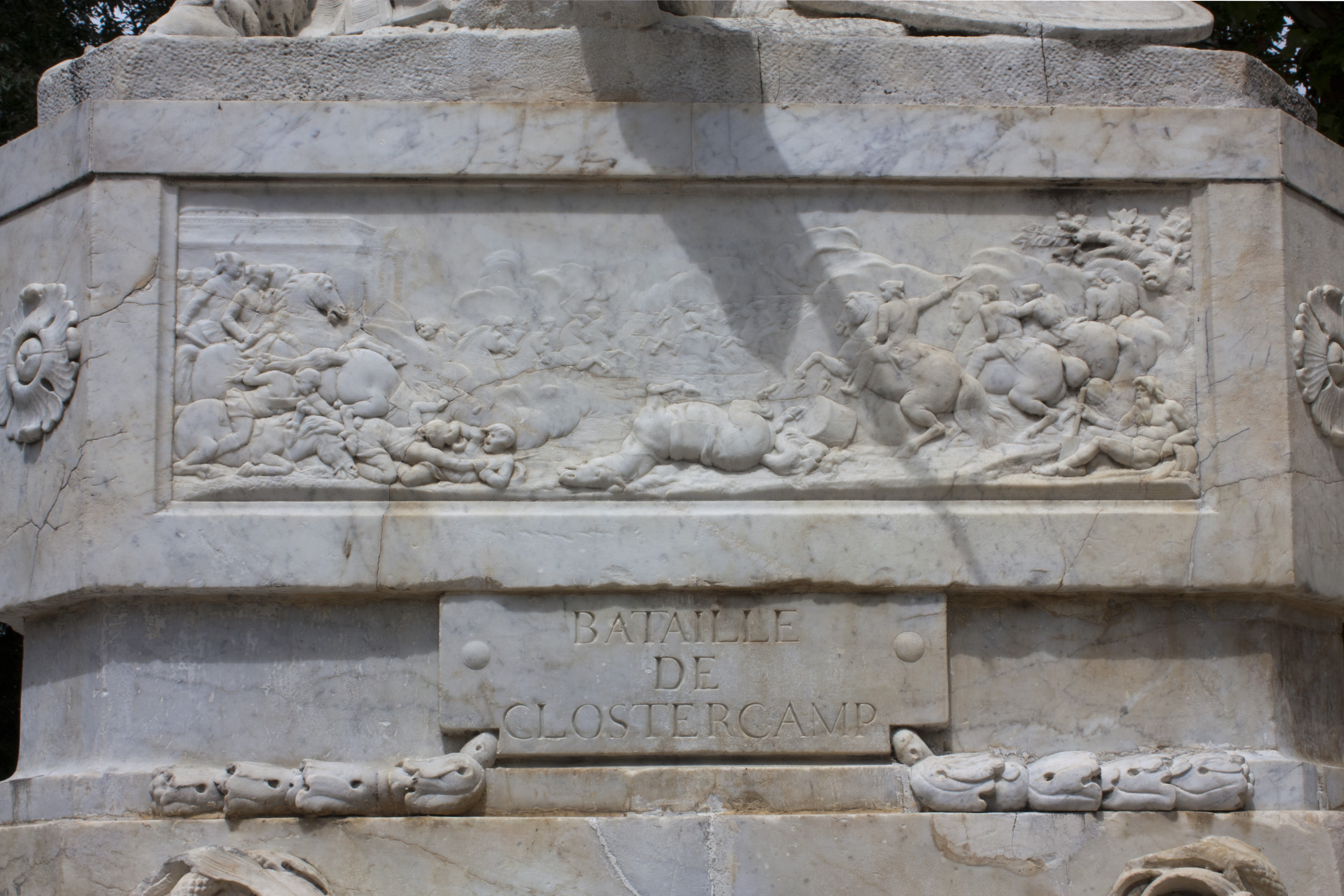

- Busto del monumento a Pierre Puget, instalado en la esquina de la rue de Rome y de la rue de la Palud en Marsella. Frente a la casa donde residió Pierre Puget.

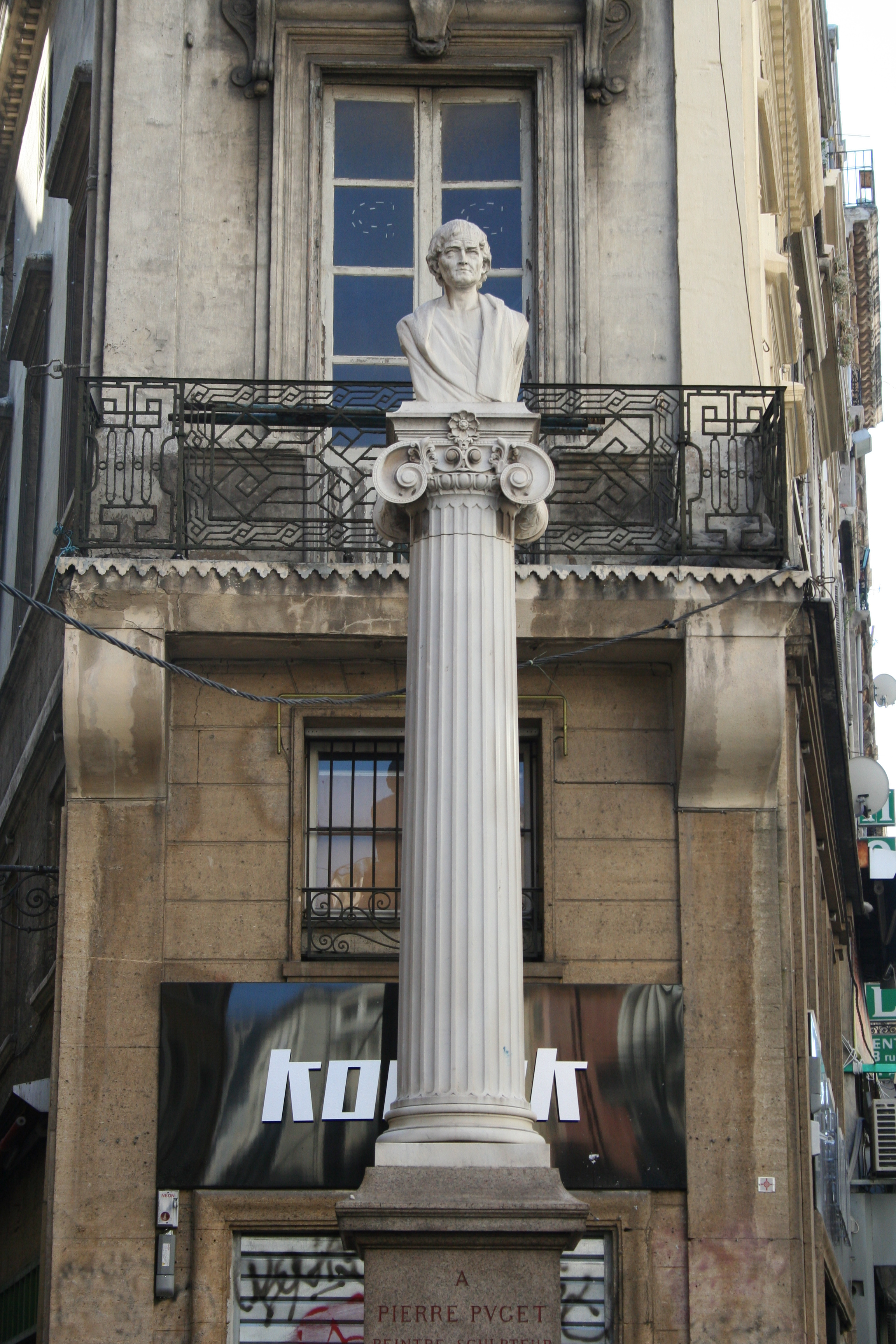

- Busto de Homero. Instalado en lo alto de una columna emplazada en la esquina de la rue Moustier y de la rue d'Aubagne en Marsella.

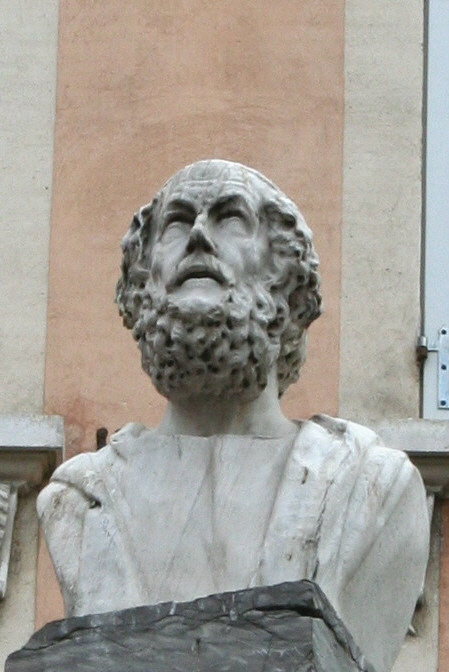